# 淺井長政
淺井長政（1545年8月28日—1573年9月26日，天文14年－天正元年九月初一），是日本戰國時代的大名，淺井家第三代家督。祖父為淺井第一代家督淺井亮政，父親為淺井第二代家督淺井久政，母親為小野殿。幼名猿夜叉，後改為新九郎，受領名為備前守。正室為織田信長之妹阿市之方，有著戰國第一美人之稱。與長政育有三位一生充滿傳奇與波折的女兒（分別是長女淺井茶茶・淀殿、次女淺井初・常高院、三女淺井江又被稱為淺井小督・崇源院）。元龜元年（1570年）在室町幕府將軍足利義昭策劃下並於各大名發出征討織田家的御內書檄文信長包圍網，長政左思右想決定加入信長包圍網，於姊川之戰後勢力逐漸衰退，最後於小谷城之戰與小谷城及父親殉死，得年二十八歲。

## 生平

### 逼父退位蟄居繼任家督
永祿2年（1559年），六角家家督六角義賢看著年幼的新九郎頗為喜愛，當任其烏帽子親。隨後剛元服的新九郎，拜領六角義賢名字中的賢字，稱淺井賢政。六角義賢為了強調淺井家乃是六角家的附庸臣屬關係，逼迫父親久政為賢政迎娶了六角家重臣平井定武之女為正室。這件事導致賢政本人與淺井家家臣一方滋生許多不滿，並認為逼迫少主迎娶六角家家臣之女為夫人之舉，矮化淺井家在近江的發言權與地位，意同淺井家成為六角家的從屬。許多淺井家臣如海北綱親、遠藤直經、阿閉貞征、赤尾清綱等因而萌生背叛久政的意圖，讓懷念亮政時代顯赫戰功的家臣團將淺井家的最後希望寄託於年少的賢政身上。面對六角家長年的屈辱，賢政忍無可忍，其志得到眾家臣的擁戴。
永禄3年（1560年）2月，賢政趁久政出城外鷹狩時，佔據小谷城，強制要求父親久政隱居，與家臣一同罷黜當主久政，命令他到琵琶湖上的竹生島蟄居監禁。賢政廢除了與六角家的不平等的條約，一改往昔久政的順從作風，積極擴充軍備厲兵秣馬，以求與六角家隨時開戰作備戰準備。

### 改名宣布與獨立
久政被逼迫蟄居退位讓出淺井家家督一職，賢政成為淺井家第三代當主後，為脫離臣屬六角家的處境，捨棄了六角義賢授予他的偏諱，改名為「長政」，並與六角家嫁過來的平井夫人離婚。
永禄3年（1560年）4月，六角家獲知長政的背離，淺井家與六角家的戰爭就此展開。為了重新壓制與逼迫淺井家臣屬，六角義賢下令大將蒲生賢秀攻奪淺井氏的屬城肥田城，六角義賢則從觀音寺城發兵攻打包圍佐和山城。淺井長政為了奪回失去的領土，委任猛將磯野員昌為先鋒，出兵南近江在野良田合戰中利用奇襲，長政則親率一萬兵以寡擊眾大破六角義賢多兩倍有餘的兩萬五千大軍，淺井長政統率初戰得到首勝。淺井家的地位藉由此戰奠定了在北近江的地位，亦同時向六角家警告淺井家已經獨立，不是六角家所能控制的臣從關係。戰爭結束後讓六角家元氣大傷從而無能為力降服淺井家。同年，經母親斡旋，將久政接回小谷城。
另一方面六角義賢戰敗被家臣團逼迫將家督一職讓予其子六角義治，義賢出家改名為六角承禎。
永禄4年（1561年）6月20日，六角家方面，六角義賢意識到無法獨自收服北近江的淺井家，便密謀結合東邊美濃齋藤家的勢力夾擊淺井家，而且嘗試與齋藤家聯姻結盟，讓兒子六角義治迎娶齋藤義龍之女。齋藤家方面，齋藤義龍看見長政繼位家督後勵精圖治，國力蒸蒸日上，本有與淺井家聯姻的齋藤義龍擔心淺井家會成為西方新的大敵，於是轉向南近江六角家合作進攻北近江，因而同意與六角家聯姻夾擊淺井家，試圖謀取淺井家的領地，並一度攻略淺井家領地佐和山城。淺井軍與六角・齋藤聯軍在美影寺川發生激戰，長政以勇猛突擊的戰法擊破六角・齋藤聯軍並大獲全勝，淺井家重新奪回佐和山城。義龍被迫退回美濃後，患麻瘋病急遽病死。
永禄6年（1563年），淺井長政派遣家臣安養寺經世與尾張織田信長的代表不破光治接觸，洽談出兵美濃之事。同時由於淺井家與齋藤家有著姻親關係，當主齋藤龍興之母乃是淺井亮政的女兒(近江之方)，於是淺井長政想透過這層關係與齋藤家臣日根野弘就串通意圖侵襲美濃。但是當淺井長政發兵七千遠征美濃之際，南近江宿敵六角家家督六角義治因忌妒家臣後藤賢豐在六角家的威望與人和力而殺害了首席家老後藤賢豐（後藤是六角家歷代重臣、首席家老，與進藤貞治並稱「六角家的兩藤」，智勇兼備，頗受六角家中家臣的敬仰），之後與家中眾臣不和產生內亂爆發了觀音寺騷動。淺井長政伺機班師還軍，先是以赤尾清綱為殿軍三度擊退齋藤家的追兵，然後便南下侵攻六角家。淺井長政趁著宿敵六角家的內亂，乘機擴大淺井家勢力版圖，由本來就據有的北近江三郡伊香郡、淺井郡、坂田郡往南擴展至部分南近江三郡犬上郡、爱知郡、高島郡(即現在的彥根市、多賀町、甲良町和愛知郡一帶)，使淺井家鞏固了在北近江的地位。淺井家經此一戰後，一躍成為戰國備受矚目眾大名之一(此時信長注意到長政)，同時也致力重編家臣團，加強君主集權，並且修建堰堤，降低水災的發生、發佈撰錢令，明令規定出惡錢比例兌換，方便商業交流。淺井家於長政的領導下開始逆轉南北近江的形勢，同時轉守為攻，開始往美濃侵攻。由於齋藤家優秀家督齋藤義龍病逝後，齋藤家逐漸被尾張的織田信長與近江的淺井長政侵襲攻略。

### 婚姻同盟護送信長上洛
永禄7年（1564年)，尾張的織田信長為了加強牽制美濃的齋藤家，開始與其西方日漸強盛的近江勢力淺井家交涉，試圖聯手夾擊齋藤家。
永禄10年（1567年），美濃三人眾的稻葉良通、氏家直元、安藤守就成為信長的內應尾張放逐齋藤龍興，織田信長得到美濃國，入主稻葉山城並將其改名為岐阜城，同時開始實施天下布武。一說為以武家政權的力量支配天下，另一說為以武力統治天下。有感於鄰近西方近江淺井家勢力強盛，織田信長為確保上洛進軍的道路，於是將妹妹阿市初嫁予無妻的長政，以姻親結盟保障日後途經淺井家的上洛之路。織田一方派遣外交使者市橋長利、不破光治與淺井家外交使者安養寺經世會談方締結曇花同盟。當時織田信長讓不破光治開出織田家願意支付與淺井家婚姻同盟的所有費用，但在與織田家結成同盟前，淺井家展開軍會議討論淺井家與織田家的同盟關係，首先親朝倉派家臣認為「朝倉當主朝倉義景遲早與織田信長會有一戰(織田朝倉祖先本是斯波氏世仇而因此對立)」，其後親織田派家臣則認為「織田當主織田信長勢力如日中天，若與織田家同盟有利於日後發展勢力。」，淺井家中產生了意見分歧。鑑此，當主淺井長政提出「不可以與朝倉家為敵」作為締結同盟的條件，信長當時表示沒有問題，長政成婚後尊信長為義兄。
永禄11年（1568年），憑藉著姻親友好關係，戰前信長在長政的仲介下與六角家談判希冀得到六角家的協助，但是一來年前信長所擊敗的北伊勢豪族關氏與工藤氏皆是服從於六角家的勢力，信長奪取了他們的領地就已是與六角家的宣戰行動，二來是當時六角義賢義治父子早已被掌控京都的松永久秀和三好三人眾收買，所以要得到六角家的協助無疑是空費力氣，長政不了解信長為何仍不死心，空耗半個月的時間來跟他們談判。在與六角家的談判徹底失敗宣告破裂的七天後，信長為了掃除上洛之途的障礙，開始向六角家宣戰，並爆發了觀音寺城之戰。原本信長一方面在南近江與六角家談判，另一方面則派遣使者前往三河國催促盟友德川家康出兵，三河軍以風雷之勢火速進軍。淺井家與織田家還有德川家合作聯手，信長總共率了五萬大軍攻入南近江，擊敗未肯讓出上洛之路的宿敵南近江六角家。長政支援護送織田信長與幕府將軍足利義昭上洛。攻入京都的織田信長以嚴謹的軍律約束手下軍隊的行為，並頒布明瞭確實的法令，尤其是信長清楚自己(長政)對六角家的怨恨讓自己擔任先鋒，一掃多年怨氣狠狠痛擊宿敵六角家；而且在上京後，每當信長接見一些重要的商人與朝廷公卿時都會當眾稱讚長政，並且推荐他們與長政結交。淺井與織田兩家的交誼關係達到極盛時期。
然而織田信長於戰後封賞中將攝津國分封家臣伊丹親興、池田勝正和和田惟政，大和國則成為松永久秀的領地，同樣有份參戰的盟友長政卻未獲得南近江的領地。

### 響應將軍號召加入信長包圍網討伐義兄
永禄13年（1570年），幕府將軍足利義昭認為織田信長對他的將軍權力有諸多壓制而不滿，便紛紛向京都附近畿內的眾大名勢力發佈討伐信長的檄文御內書信，首先將軍足利義昭聯合越前朝倉家的朝倉義景、北近江淺井家的淺井長政、南近江六角家的六角義賢、甲斐信濃駿河三國武田家的武田信玄、加賀攝津兩國石山本願寺的法主本願寺顯如、紀伊鈴木家的鈴木重秀、河內和泉兩國三好家三好長逸、三好政康、岩成友通所組成的三好三人眾等大名結成第一次信長包圍網，結合眾大名討伐信長。武田信玄率先響應將軍足利義昭的號召邀請率大軍西進上洛，意圖夾擊織田家。首先武田信玄從東海道率軍開始上洛，由駿河進軍掃除上洛的道路並開始攻打織田信長的盟友德川家康，成為眾大名要聯合攻擊的織田信長。
首先信長討伐屢屢無視他上洛命令的朝倉家朝倉義景，由若狹發兵進攻越前。不久便攻佔由朝倉一門朝倉景恆駐守的金崎城，由於朝倉家不敵，希望世代交好的淺井家發派援軍。淺井久政名義上已蟄居，實質上握有強大發言力，首先他為長政分析認為有許多必須捨棄與織田家同盟的理由其一:「一方面在我們淺井家快滅亡時，得到朝倉家的支援下才得以生存下去，怎能夠忘記朝倉家的恩情呢？」其二認為:「朝倉家與淺井家關係乃為唇亡齒寒，如果坐視讓織田家滅掉朝倉家的話，那麼淺井家沒有出路了，四周領地皆被包圍。(一旦織田滅掉朝倉，織田家便掌握了北邊的越前、南邊的南近江、東邊的美濃、西南方的山城京都)」其三認為:「自古以來淺井家與朝倉家世代交好，更何況比起織田家，朝倉家是我們淺井家更早締結的盟友！」其四認為:「織田信長只當你長政是家臣並非盟友，即便是盟友也不是對等同盟，而是臣屬同盟，像以往六角家屈辱性同盟！」強烈逼迫長政救援。老臣派代表以海北綱親、赤尾清綱、雨森清貞為首贊成久政支援朝倉家的意見，但長政自己卻認為:「義兄織田信長快速崛起日後必定會成為天下霸主，世交朝倉義景整天沉醉於故鄉一乘谷城不理政事(將朝倉家中所有軍事內政事務全都委託於從兄弟朝倉景健、朝倉景鏡處理)，朝倉家的實力在曾歷仕朝倉貞景(姪)、朝倉孝景姪孫)、朝倉義景(曾姪孫)的朝倉氏三代元老重臣，也是朝倉家最後一位英明神武智勇兼備的家臣朝倉教景(即朝倉宗滴)去世後已逐漸衰弱化。」在淺井家臣中也有為數不少家臣轉而支持織田家，如宮部繼潤、遠藤直經、阿閉貞征等人都對朝倉義景的優柔寡斷感到十分厭惡。而且長政之父久政非常厭惡信長還意識到自從信長上洛之後，淺井和織田的同盟屬於主從同盟的關係，長政在信長上洛後亦未獲得優渥的封賞(信長借道進江而上洛京都)，引起其父久政與淺井家眾家臣的不滿，加上在將軍義昭的煽動下，響應將軍號召討滅信長，決定討滅義兄織田信長，加入信長包圍網的一環。

### 與織田信長互有勝負
元龜元年（1570年），織田信長與朝倉義景展開了金崎撤退戰，淺井家出兵奇襲織田信長，淺井長政突然出兵救援朝倉家，信長察覺到盟友兼妹夫長政，轉而支持守護朝倉家，與自己為敵後，即將率兵前來攻擊自己，為免陷入退路被截斷的危機。負責織田軍斷後的殿軍明智光秀、羽柴秀吉、德川家康等人的奮戰之下，終於逃回京都。信長返回京都時，據言身邊只剩下約10人。成功逃脫淺井朝倉夾攻。織田信長與盟友三河德川家康一同出兵反擊，跟朝倉家和淺井家兩家合軍在近江國的姊川河原交戰，史稱「姊川之戰」，淺井家屢屢突破於織田家軍陣，而朝倉家因受到德川四天王之一榊原康政迂迴進攻戰法突破側翼包圍本陣，朝倉家逐漸退出戰場回到越前，淺井家不敵織田德川兩家軍力也因此撤出戰場退回小谷城，淺井朝倉聯軍戰敗。
元龜元年（1570年）8月，淺井長政、朝倉義景、延曆寺等3萬聯軍進攻近江坂本9月23日，織田家回援從攝津回到近江，淺井、朝倉聯軍避入比叡山抵抗。信長停留在近江國志賀宇佐山和淺井、朝倉兩家聯軍展開了消耗戰對峙志賀之陣、宇佐山城之戰斬殺了織田家重臣森可成與信長之弟織田信治。
元龜二年 (1571年)2月佐和山城之戰，信長家臣羽柴秀吉使用離間計，多次與家臣磯野員昌接觸使之賄絡收買等手段，讓長政心生疑懼並拒絕給被織田軍包圍的重臣先鋒猛將佐和山城城主磯野員昌的兵糧支援，磯野員昌無奈投降織田家，交出佐和山城向高島退去，太尾城主中島宗左衛門尉自知不敵織田軍，便放棄城池領兵回淺井家本據小谷城，朝妻城主新庄直賴手上兵力僅有250人，面對織田軍的逼近，因此向淺井長政請援，但淺井家遲遲沒有援助，因此新庄直賴也開城投降織田家。羽柴秀吉也在橫山城之戰擊退了淺井長政的攻擊，淺井家勢力逐漸嚴重衰退。

### 義將的最後
天正元年（1573年），武田軍與德川軍在三方原展開戰鬥，史稱三方原之戰。武田軍大敗德川軍，武田信玄強行上洛途中於信濃駒場病逝。信長包圍網失去東方重要的一環，使得信長得以逐一擊破各個包圍網的大名。9月16日織田家與盟友朝倉家展開最後一場戰役一乘谷之戰將朝倉家毀滅後，信長把矛頭轉向妹夫長政，隨即開始對淺井家進行圍城攻略戰，史稱小谷城之戰。9月23日織田軍殺入小谷城中，父親淺井久政也於9月23日在京極丸切腹自盡，享年四十九歲。9月26日淺井長政留下遺言囑託妻子織田市帶著三個女兒(即淺井茶茶、淺井初、淺井小督)回到織田家，送她們出城後在小谷城本丸切腹自盡，得年二十八歲。
淺井長政與織田市通說生有一子三女或是二子三女，也有認為只生育三個女兒。與其他側室也有生兒子。嫡長子萬福丸在小谷城被攻破時由家臣抱走逃亡，途中被羽柴秀吉捕獲送到信長本陣中，信長下達處穿刺而死的命令，年僅九歲。次子萬壽丸才出生不久，被家臣抱到寺廟中養大，成為僧侶。此外還有一庶子淺井井賴，被認為是傳說中真田十勇士裡根津甚八的原型。至於三個女兒則分別是淺井茶茶姬、初姬、江姬，長大都具有波瀾壯闊的一生際遇。
長政的墓所在德勝寺（位在今天的滋賀縣長濱市），法名「養源院天英宗清」。直到1632年，因為身為德川幕府三代將軍德川家光外祖父，追贈從二位中納言的官位。

## 淺井家祖先與血脈
祖父
- 祖父：淺井亮政－淺井家第1代家督。

雙親
- 父親：淺井久政－淺井亮政之子，淺井家第2代家督，在小谷城陷落時在京極丸切腹自盡。
- 母親：小野殿　（阿古御料人）。

父輩
- 二叔：淺井高政－浅井亮政之子、久政之弟。有子「淺井政貞」。
- 三叔：浅井政弘－浅井亮政之子、久政之弟。

兄弟
- 二弟：淺井政元－在淺井家的財務管理上表現出眾，但在小谷城即將被織田軍攻破時向信長投降，淺井家滅亡後被信長以對舊主不忠的罪名誅殺。
- 三弟：淺井政之－在姐川之戰中英勇奮戰，但不幸戰死。
- 四弟：淺井治政（大文字屋新十郎）－被藏匿在越前國的寺廟中，之後擔任前田利家的家臣。

姊妹
- 大姊：昌安見久尼 （页面存档备份，存于）（阿久姫）。
- 二姊：京極瑪麗亞（京極マリア）－京極高吉正室。
- 三姊：近江之方　－齋藤義龍正室、齋藤龍興生母。久政養女。

妻室
- 前妻：平井夫人－六角家臣平井定武 （页面存档备份，存于）之女。
- 正妻：織田市　－織田家督織田信長之妹。
- 側室：八重之方。

子嗣
- 長男：淺井萬福丸（淺井輝政）－長政嫡長子，淺井家滅亡後被家臣從小谷城中救出逃亡，但最後還是被織田軍的羽柴秀吉捕獲而被處以磔刑（串刺之刑）而死，年僅九歲。
- 次男：淺井萬壽丸（淺井直政/正藝/万菊丸/幾丸/虎千代丸）－淺井家滅亡後被家臣從小谷城中救出，出家隱遁。
- 庶子：淺井長明（七郎）－生母為八重之方。
- 庶子：淺井政治（円寿丸）。
- 長女：淀殿（淺井茶茶姬）豐臣秀吉側室。
- 次女：常高院（淺井初姬）京極高次正室。
- 三女：崇源院（淺井督姬）德川秀忠正室。
- 庶女：刑部卿局（俊澄尼）－千姫的乳母。

## 家臣
淺井政澄、遠藤直經、阿閉貞征、宮部繼潤、新庄直賴、藤堂高虎等人。

### 淺井家一門眾
淺井亮親
- 子：淺井吉政

淺井家的政務奏事者，守護淺井家多年，小谷城陷落後為織田軍所捕獲帶到信長面前，反罵信長撕毀淺井織田兩家盟約不守信義，被信長命令自盡。

### 海赤雨三將
海北綱親
- 子：海北友松

綱親為淺井家善於出謀劃策的兵法老師－軍師，敵軍的羽柴秀吉讚賞他：「綱親乃我軍法之師也！」，給予海北綱親高等的評價。
赤尾清綱
- 子：赤尾清冬

清綱為淺井家最勇猛忠義的武將，至死前都為淺井家戰到最後一刻。得知淺井長政切腹後也跟隨著主君殉逝。在長政的統治時期作為政治手碗，為淺井家付出良多。
雨森清貞
- 同宗：雨森清良（兄）、雨森清次（弟）

清良清次兩人為兄弟，與清貞乃同族兄弟親緣關係。清良在姊川合戰中被討死。清次歸附阿閉貞征麾下，山崎之戰阿閉家滅亡後隱居。

### 淺井四翼
磯野員昌、野村定元、三田村秀俊、大野木國重

### 盟友
- 世交：朝倉家－當主「朝倉義景」由第一代家督「淺井亮政」維持至第三代家督「淺井長政」，是世代交往的盟友。
- 姻親：織田家－當主「織田信長」由織田市嫁給「淺井長政」作為妻子，政治聯姻促成的盟友關係。

## 登場作品
小說
- 蝶之戰記（文藝春秋、池波正太郎著）
- 流星：阿市之方（文藝春秋、永井路子（日语：永井路子）著）
- 淺井長政的決斷－賢愚的歧路（角川書店、笹澤左保著）
- 淺井長政：戰國浮世門（創林社、加島重藏著）
- 淺井三代：小谷城物語（木精舍、馬場秋星著）
- 淺井長政（光文社、德永真一郎（日语：徳永真一郎）著）
- 湖北之鷹 淺井三代記（光風社、佐竹申伍（日语：佐竹申伍）著）
- 淺井長政（學研、江宮隆之（日语：江宮隆之）著）
- 霸者的系譜（學研、伊藤浩士（日语：伊藤浩士）著）
- 淺井長政正傳：虎死留皮（德間書店、鈴木輝一郎（日语：鈴木輝一郎）著）
- 湖國的王者 淺井長政（新風舍（日语：新風舎）、山中正英著）
- 淺井長政―向信長翻轉反旗的勇將（PHP研究所、星亮一（日语：星亮一）著）
- 淺井長政與阿市之方（PHP研究所、近衛龍春（日语：近衛龍春）著）
- ～淺井長政～（鱷魚書社（日语：ワニブックス）、安曾了著）

影視劇
- 阿市之方（1942年、大映、演：大友柳太郎）
- 德川家康（1964年、NET、演：土屋嘉男）
- 太閤記（日语：太閤記 (NHK大河ドラマ)）（1965年、NHK大河劇、演：大山克巳）
- 戰國艷物語（日语：戦国艶物語#第一部・お市編）（1969年、ABC、演：江原真二郎）
- 青春太閤記（日语：青春太閤記 いまにみておれ!）（1970年、NTV、演：夏八木勳（日语：夏八木勲））
- 國盜物語（日语：国盗り物語 (NHK大河ドラマ)）（1973年、NHK大河劇、演：杉良太郎）
- 新書太閤記（日语：新書太閤記#新書太閤記（NETテレビ））（1973年、NET、演：津川雅彥）
- 黃金的日子（日语：黄金の日日）（1978年、NHK大河劇、演：伊藤高）
- 女太閤記（1981年、NHK大河劇、演：風間杜夫）
- 戰國的女子們（1982年、CX、演：竹脇無我）
- 德川家康（1983年、NHK大河劇、演：柴田侊彦）
- 女子們的大坂城（日语：女たちの大坂城）（1983年、YTV、演：田村高廣）
- 太閤記（日语：太閤記 (1987年のテレビドラマ)）（1987年、TBS、演：隆大介）
- 阿市御寮人（1989年、NTV、演：橋爪淳）
- 織田信長（日语：織田信長 (1989年のテレビドラマ)）（1989年、TBS、演：根津甚八（日语：根津甚八 (俳優)））
- 信長KING OF ZIPANGU（1992年、NHK大河劇、演：辰巳琢郎）
- 獲取天下的男人 豐臣秀吉（日语：天下を獲った男 豊臣秀吉）（1993年、TBS、演：真田廣之）
- 織田信長（日语：織田信長 (1994年のテレビドラマ)）（1994年、TX、演：堤大二郎）
- 豐臣秀吉 獲取天下！（日语：豊臣秀吉 天下を獲る!）（1995年、TX、演：本田博太郎）
- 秀吉（1996年、NHK大河劇、演：宅麻伸）
- 利家與松（2002年、NHK大河劇、演：葛山信吾）
- 太閤記 被喚為猴子的男人（日语：太閤記 サルと呼ばれた男）（2003年、CX、演：北大路欣也）
- 國盜物語（日语：国盗り物語#新春ワイド時代劇版）（2005年、TX、演：西村匡生）
- 太閤記 獲取天下的男人・秀吉（日语：太閤記〜天下を獲った男・秀吉）（2006年、EX、演：西村和彥）
- 功名十字路（2006年、NHK大河劇、演：榎木孝明）
- 寧寧：女太閤記（2009年、TX、演：田中實）
- 戰國疾風傳 二人軍師（日语：戦国疾風伝 二人の軍師 秀吉に天下を獲らせた男たち）（2011年、TX、演：猪野学）
- 江~公主們的戰國~（2011年、NHK大河劇、演：時任三郎）
- 信長的主廚（2013年、EX、演：河相我聞）
- 女信長（2013年、CX、演：玉山鐵二）
- 濃姬（日语：濃姫 (テレビドラマ)）（2013年、EX、演：中村俊介）
- 信長協奏曲（2014年、CX、演：高橋一生）
- 麒麟來了（2020年、NHK大河劇、演：金井浩人）
- 怎麼辦家康（2023年、NHK大河劇、演：大貫勇輔）

遊戲
- 戰國無雙系列 & 無雙OROCHI系列（光榮、配音：神谷浩史）

## 參看
- 淺井氏